# Самая обаятельная и привлекательная
«Са́мая обая́тельная и привлека́тельная» — советский художественный фильм 1985 года режиссёра Геральда Бежанова с Ириной Муравьёвой в главной роли. Снятый на заре перестройки, он стал одним из самых популярных фильмов того времени.

## Сюжет
У инженера конструкторского бюро НИИ Нади Клюевой максимум общественной, но минимум личной жизни, хотя ей уже за тридцать. Единственным её развлечением является игра в пинг-понг в паре со своим старым знакомым Геной Сысоевым, который работает техником в том же НИИ.
Всё меняется, когда Надя случайно встречает свою школьную подругу Сусанну, которая за прошедшие годы превратилась в элегантную даму. Ныне она работает социологом и решает как профессионал помочь однокласснице «наладить жизнь», обучив «научным» методам обольщения. Заодно она помогает Наде определить объект атаки: выбор падает на одного из Надиных коллег — модного красавчика-меломана, любимца дам Володю Смирнова. Такая цель представляется Наде нереальной, но Сусанна уверена, что всё вполне возможно и не надо размениваться.
Сусанна велит подруге заполнить психологические анкеты на себя и на Володю, которые собирается «обработать» на ЭВМ, сводит Надю с фарцовщиком, чтобы тот одел её по моде, даёт ей инструкции, как вести себя и что делать. Этим инструкциям Надя прилежно следует, попадая при этом в неловкие и в какой-то мере забавные ситуации. Живой и непосредственной Наде чужда модель поведения томной женщины, зацикленной на своей привлекательности. Всё тем не менее идёт по плану, за исключением достижения желаемого результата — интереса Володи к ней. Вместо этого на Надю обращают внимание другие её коллеги — Лёша Пряхин и Миша Дятлов. Обоих Надя даже не рассматривает в качестве возможных вариантов: первый слишком прост, а у второго — семья. Надя прекратила играть в пинг-понг, Гена Сысоев, которого Сусанна сочла недостойным внимания Клюевой, скучает по Наде.
Сусанна между тем предлагает очередное «безошибочное средство» — пригласить Володю на концерт Джанни Моранди — однако это оборачивается для Нади неприятным сюрпризом: парень приходит на концерт со своей девушкой и безуспешно пытается раздобыть для неё билет.  Надя отдаёт им оба билета, сказав, что не хочет идти на концерт. Постепенно она приходит к выводу, что вся «научная» методика обольщения — ерунда, и окончательно убеждается в этом, когда вдруг выясняется, что Сусанна не может удержать от измен собственного мужа.
В конце концов Надежда вновь приходит играть в настольный теннис с Геной и понимает, что он и есть её судьба.

## В ролях
- Ирина Муравьёва — Надя (Надежда Васильевна) Клюева
- Татьяна Васильева — Сусанна
- Александр Абдулов — Володя Смирнов
- Леонид Куравлёв — Миша Дятлов
- Михаил Кокшенов — Лёша Пряхин
- Лариса Удовиченко — Люся Виноградова, коллега Нади по бюро
- Людмила Иванова — Клавдия Матвеевна Степанкова, коллега Нади по бюро
- Владимир Носик — Гена Сысоев, техник из лаборатории, напарник Нади по игре в пинг-понг
- Лев Перфилов — Пётр Васильевич, начальник бюро
- Любовь Соколова — мать Нади
- Александр Ширвиндт — Аркадий, муж Сусанны
- Екатерина Куравлёва — Лариса, соседка Нади по гостинице
- Вера Сотникова — Света, подруга Володи (озвучивает Наталья Гурзо)
- Вероника Изотова — попутчица в поезде
- Виктор Ильичёв — Дима, муж попутчицы
- Игорь Ясулович — фарцовщик
- Гурам Абесадзе — торговый работник из кафе с «длинными трепетными пальцами» (озвучивает Артём Карапетян)
- Георгий Мартиросян — друг торгового работника из кафе
- Виктор Филиппов — милиционер
- Геральд Бежанов — мужчина, спрашивавший на улице у Нади и Сусанны, который час (в титрах не указан)

## Съёмочная группа
- Авторы сценария: Геральд Бежанов, Анатолий Эйрамджан
- Режиссёр: Геральд Бежанов
- Оператор: Валентин Пиганов
- Художник: Евгений Виницкий
- Композитор: Владимир Рубашевский
- Автор текста песни: Владимир Шлёнский

## Производство

### Подбор актёров
По словам режиссёра Геральда Бежанова, Ирина Муравьёва наотрез отказывалась сниматься в фильме, так как хотела отойти от своего амплуа милой дурнушки и сняться в более серьёзном фильме. Муравьёвой сценарий поначалу совершенно не понравился. По её собственным словам, в тот период ей хотелось «авторского кино, вдумчивого, серьёзного», а зарисовки из жизни конструкторского бюро казались чем-то слишком мелким, очередным советским фильмом про ударников производства. Только спустя годы актриса, увидев фильм, пришла от него в восторг.
Геральд Бежанов говорил, что тогда, много лет назад, он буквально умолял актрису сняться в картине, карауля её у Театра имени Моссовета и пытаясь повлиять на актрису через её мужа — режиссёра Леонида Эйдлина. Кроме того, Муравьёва к тому времени уже прославилась ролями в картинах «Карнавал» и «Москва слезам не верит», а Бежанов был молодым начинающим режиссёром. Впрочем, по информации из другого источника, режиссёр направил к актрисе директора картины Галину Белинскую, которая и убедила Муравьёву сниматься в фильме.
Первой претенденткой на роль Сусанны была Любовь Полищук, но она в это время была занята другими проектами. Затем роль была предложена Инне Чуриковой, но режиссёру не понравилась её «слишком вдумчивая» работа над образом, и роль досталась Татьяне Васильевой, которая и сыграла подругу главной героини фильма.

### Места съёмок
Съёмки фильма проходили в Москве при бюджете 500 тысяч рублей. Квартиры и комнату в конструкторском бюро отстроили в павильонах «Мосфильма», проходную снимали на одном из заводов, а в качестве вестибюля использовали помещение НИИ на Павелецкой в Первом Щипковском переулке. Сцену драки с грабителями снимали на Люсиновской улице. Также съёмки проходили на Малой Бронной, недалеко от Патриарших прудов, Стремянного переулка, Люсиновской улицы, у метро «Серпуховская», на Калининском проспекте, у входа в ГЦКЗ «Россия» на Москворецкой набережной в здании гостиницы «Россия».

### Съёмочный процесс
Во время съёмок картины у Бежанова случился инфаркт из-за постоянного стресса, связанного с конфликтами на площадке, — Геральд известен своей требовательностью относительно сценария, написанного им. По словам режиссёра, самый большой конфликт у него вспыхнул с Александром Абдуловым и Татьяной Васильевой. Сцену, в которой Сусанна приходит на работу к Наде, снимали несколько дней: Васильева пришла на следующий день, перекрасив волосы в рыжий цвет, чем вызвала сильный гнев режиссёра. Именно тогда у Бежанова произошёл микроинфаркт, из-за чего на протяжении месяца режиссёр не мог продолжить съёмки картины. Между тем Васильева не стала перекрашивать свои волосы обратно в блондинку, поэтому в отснятых позже сценах она всегда носит головной убор. Абдулов же прямо в разгар съёмок уехал на две недели на заработки на Сахалин. Работой Муравьёвой, наоборот, режиссёр был восхищён: «А на площадке с ней было работать одно удовольствие. Очень собранная, ответственная, профессиональная актриса. Вела себя просто прекрасно!».
Ни Ирина Муравьёва, ни Владимир Носик не умели играть в настольный теннис, перед съёмками сцен им дали время, чтобы научиться. Кроме того, Носик сломал палец на ноге во время игры. По мнению режиссёра, гардеробная в «Мосфильме» была «ужасной», и в съёмках использовали личную одежду актёров. Единственный сшитый на заказ предмет одежды — костюм Михаила Кокшенова, в котором его герой соблазнял Надю.
Интересно, что за шутку «Она что, с Урала?» режиссёру и Госкино пришлось писать извинительную Борису Ельцину, который тогда только возглавил Московский горком, переехав из Свердловска. Режиссёр также извинился за эту шутку в своём следующем фильме «Где находится нофелет?», вложив в уста героя Александра Панкратова-Чёрного много лестных слов о «стране малахита».

### Музыка
Музыку к фильму написал композитор Владимир Рубашевский, он же является автором «Песенки о счастье» (также известной под названием «Быть может, счастье рядом») на слова поэта Владимира Шлёнского — её исполнила Ирина Муравьёва.
В сцене в знаменитом кафе «Синяя птица» впервые появляется Владимир Маркин, играющий на саксофоне мелодию «Очарование» (англ. «Fascination») Ф. Маркетти, известную по исполнению Фаусто Папетти.
Из машины Аркадия доносится песня «Stars on 45» одноимённого голландского студийного проекта.
В эпизоде, где Надя заполняет анкеты по заданию Сусанны, меломан Володя слушает с помощью аудиоплеера композицию латышской группы «Зодиак», звучавшую также в более раннем фильме «Карнавал», в котором героиня Муравьёвой тоже потерпела неудачу с героем Абдулова. Намеренный это отсыл или случайность — неизвестно.
Вместо Аманды Лир (по телевизору у фарцовщика) поёт Лариса Долина.

## Премьера
Премьера фильма состоялась 10 ноября 1985 года.

### Успех
Фильм «Самая обаятельная и привлекательная» имел большой зрительский успех, его посмотрели 44,9 миллиона зрителей (всего 1112 прокатных копий), что сделало ленту лидером советского кинопроката 1985 года. Для показа картину закупили 69 стран.

### Выход на видео
Впервые картина вышла на DVD в 2005 году — выпуском занималось киновидеообъединение «Крупный план»  (до этого картина выпускалась на кассетах VHS).